# Cordovan Group
Cordovan Group AB (tidigare Adera Group), är ett svenskt konsultföretag som säljer olika sorters konsulttjänster. 
Verksamheten bedrivs idag i Sverige, Danmark, England och Frankrike. Koncernen består idag av bolagen Takete FCN, E&P Group, Frost New Media Agency, Level 5, CVM Sweden AB och MobPal.